# Pattinaggio su strada ai Giochi mondiali 2022 - 100 metri femminile
La gara dei 100 metri femminile di pattinaggio su strada ai Giochi mondiali 2022 si è svolta dal 10 luglio 2025 a Birmingham.

## Risultati
| Rank | Atleta                            | Round            | Tempo  | Note |
| ---- | --------------------------------- | ---------------- | ------ | ---- |
| 1    | Jorge Luis Martinez Morales       | Finale           | 9.972  |      |
| 2    | Li-Yang Kuo                       | Finale           | 10.143 |      |
| 3    | Duccio Marsili                    | Finale           | 10.067 |      |
| 4    | Andres Mauricio Jimenez Torres    | Finale           | –      | DNS  |
| 5    | Simon Albrecht                    | Quarti di finale | 10.093 |      |
| 6    | Yvan Sivilier                     | Quarti di finale | 10.180 |      |
| 7    | Francisco Manuel Reyes Petrelli   | Quarti di finale | 10.182 |      |
| 8    | Walter Rafael Urrutia Meija       | Quarti di finale | 10.290 |      |
| 9    | Ricardo Cristopher Verdugo Campos | Preliminari      | 10.300 |      |
| 10   | Dhanush Babu                      | Preliminari      | 10.381 |      |
| 11   | Bayron Francisco Siles Vega       | Preliminari      | 10.563 |      |
| 12   | Jose Daniel Moncada Silva         | Preliminari      | 10.582 |      |
| 13   | James Robert Sadler               | Preliminari      | 10.796 |      |